# Cruviers-Lascours
Cruviers-Lascours är en kommun i departementet Gard i regionen Occitanien i södra Frankrike. Kommunen ligger i kantonen Vézénobres som tillhör arrondissementet Alès. År 2022 hade Cruviers-Lascours 703 invånare.

## Befolkningsutveckling
Antalet invånare i kommunen Cruviers-Lascours
Referens:INSEE